# Stazione di Campobello di Mazara
La stazione di Campobello di Mazara è una stazione ferroviaria posta sulla linea Alcamo Diramazione-Trapani (via Castelvetrano). Serve il centro abitato di Campobello di Mazara.
La stazione è dotata di due binari di circolazione atti al servizio viaggiatori e di un fascio di binari secondari un tempo usati per il servizio merci.
Il fabbricato viaggiatori, a due elevazioni, ospita un bar ed è munito di tettoia.
Vi sono una bacheca per gli orari cartacei e una macchina obliteratrice.
La stazione è gestita in telecomando dal DCO di Palermo ed è servita dai treni regionali operati da Trenitalia sulla relazione Trapani-Castelvetrano-Piraineto.